# Tropimerus cyaneus
Tropimerus cyaneus là một loài bọ cánh cứng trong họ Cerambycidae.